# Tubuai (comuna)
Tubuai é uma comuna da Polinésia Francesa, no arquipélago das Austrais. Estende-se por uma área de 45 km², com  2 171 habitantes, segundo os censos de 2002, com uma densidade de 48 hab/km².